# 贝尔博新堡
贝尔博新堡（義大利語：Castelnuovo Belbo）是意大利阿斯蒂省的一个市镇。总面积9.43平方公里，人口904人，人口密度95.9人/平方公里（2009年）。ISTAT代码为005029。